# Kánó
Kánó é um município da Hungria, situado no condado de Borsod-Abaúj-Zemplén. Tem 13,78 km² de área e sua população em 2015 foi estimada em 162 habitantes.